# Ratusz w Gniewkowie
Ratusz w Gniewkowie – zabytkowa dawna siedziba władz miejskich, obecnie Urzędu Stanu Cywilnego, znajdująca się w mieście Gniewkowo, w powiecie inowrocławskim, w województwie kujawsko-pomorskim.
Ratusz został zbudowany w stylu historyzującym z elementami Rundbogenstilu w latach 1908 – 1914. Jest to budowla murowana, wzniesiona z cegły i nieotynkowana. Ściany budynku są ustawione na ceglanym fundamencie. Dach ratusza jest pokryty dachówką ceramiczną karpiówką. Ratusz został zbudowany na planie prostokąta z centralnie umieszczonym przedsionkiem w fasadzie oraz silnie wysuniętym z lica ryzalitem. Budowla posiada dwie kondygnacje, jest częściowo podpiwniczona, charakteryzuje się użytkowym poddaszem, nakrywa ją dach czterospadowy z lukarnami, na dachu centralnie usytuowana jest ażurowa sygnaturka, zwieńczona cebulastym dachem hełmowym. Fasada budynku jest pięcioosiowa, symetryczna, z wspomnianym wyżej przedsionkiem mieszczącym wejście główne, zakończonym murowanym balkonem. Artykulacja horyzontalna fasady jest zaznaczona przez pasy gzymsów. Gzyms wieńczący jest wielouskokowy, ujęty od dołu jest fryzem kostkowym, w którym zostały wkomponowane ceramiczne kształtki, z kolei gzyms międzykondygnacyjny jest kostkowy. Półkoliście zamknięte otwory okienne i drzwiowy umieszczone są w ceglanych opaskach z zaznaczonym zwornikiem. Narożniki obiektu są zaakcentowane pilastrami z płytkimi blendami w środku i zwieńczają je sterczyny z kulą. Otwory okienne zakończone są półkoliście i ostrołukowo. We wnętrzu zachowała się stolarka drzwiowa a także drewniane schody i dekoracyjne słupki klatki schodowej.